# تینیه
تینیه (به مجاری:  Tinnye) یک شهرداری در مجارستان است که در ناحیه پیلیش‌ووروش‌وار واقع شده‌است. تینیه ۱۶٫۱۰ کیلومتر مربع مساحت و ۱٬۵۴۷ نفر جمعیت دارد.